# انگدان (گیاه)
انگدان (نام علمی: Levisticum officinale) گیاهی است علفی و دارای ساقه ضخیم استوانه است به قطر سه تا چهار سانتیمتر و به ارتفاع یک تا دو متراست. این گیاه برگهایی ضخیم، گوشتدار، منقسم به برگچه‌هایی با ظاهر لوزی شکل و دندانه‌های نامساوی به رنگ سبز تیره و منتهی به دمبرگ استوانه‌ای مشخص دارد.
گلهای انجدان رومی بسیار کوچک به ابعاد سه میلی‌متر، به رنگ زرد و مجتمع به صورت چتر مرکب به دوازده شعاع نابرابر هستند و زنبورعسل از گلهای آن، غذای پرارزشی به دست می‌آورد.
قسمت مورد استفاده گیاه ریشه آن است که بویی معطر و طعمی تلخ، گزنده و کمی شیرین دارد و دارای خواص دارویی بسیار است. انجدان معرب انگدان است.

## مصارف دارویی
ریشه انجدان رومی معده را تقویت می‌کند و هضم‌کننده غذاست و مصرف آن در نارسایی‌های کبدی و کلیوی مؤثر است.
این گیاه با نام دیگر کاشم در از بین بردن بیماریهای پوست مفید است و ضعف عمومی را برطرف می‌کند. مصرف انجدان رومی در آب آوردن بافت‌های بدن، آب آوردن قوزک پا، ورم کلیه، ورم مثانه، دفع ادرار، رماتیسم مؤثر ذکر شده‌است.
این گیاه درمیان سبزی‌های اروپایی‌ها جایگاه ویژه‌ای دارد. مزهٔ آن مانند کرفس است.

## پراکنش جغرافیایی در ایران
انتشار جغرافیایی این گیاه در مناطقی مانند مازندران، گیلان، آذربایجان، تهران و خراسان، کهگیلویه وبویراحمد ذکر شده‌است. مرکز پیدایش این گیاه انجدان اراک بوده وروستایی به همین نام در استان مرکزی وجود دارد.